# Carpobrotus chilensis

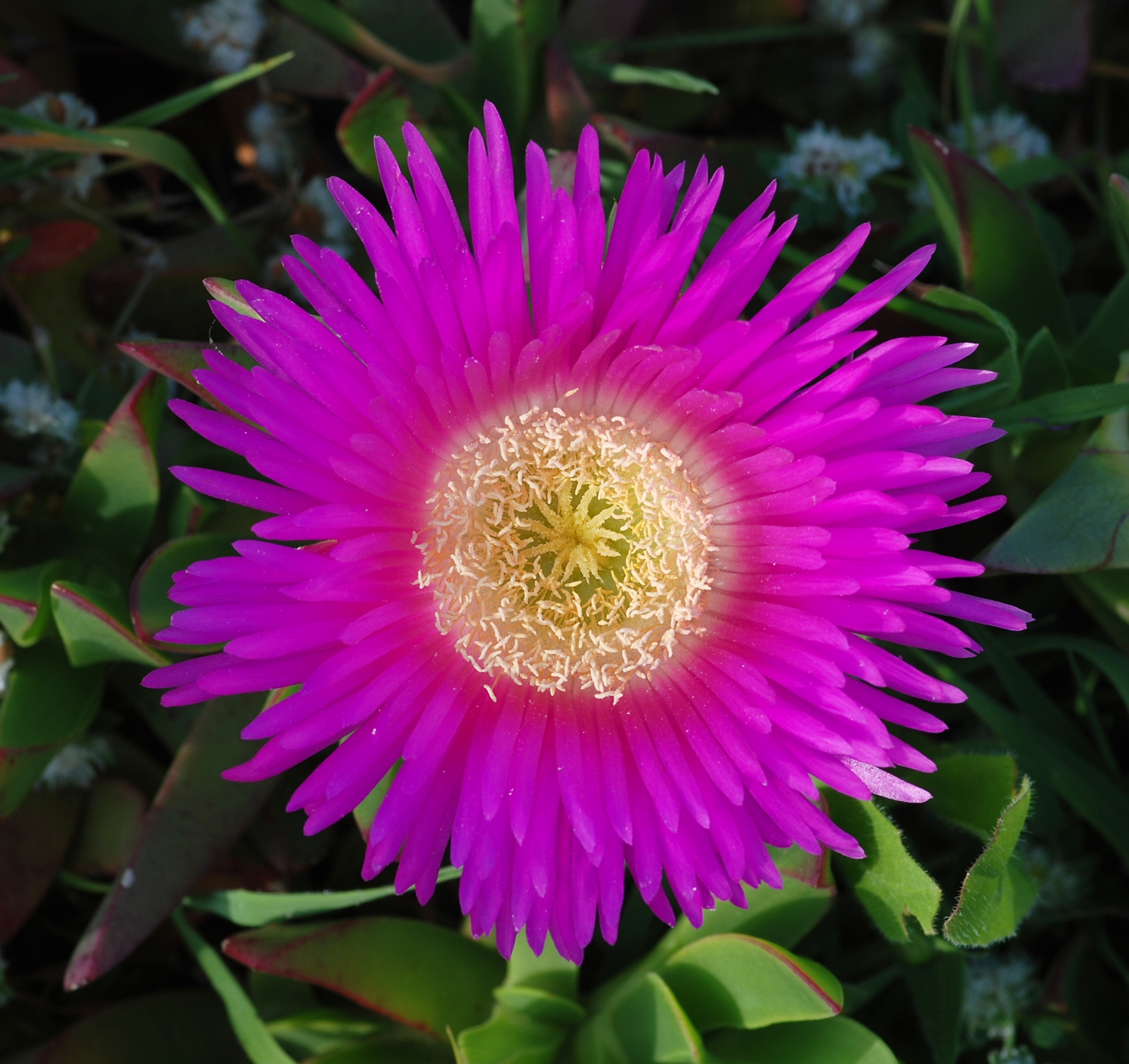
Detall de la flor

Carpobrotus chilensis és una espècie de la família de les Aizoàcies que es distribueix per la costa pacífica de Nord i Sud-amèrica. És una planta crassa que es troba a llocs costaners, a ple Sol. És una espècie que s'usa com a planta ornamental, i també és comestible.